# Hedvig Bråkenhielm
Hedvig Christina Ulrika Bråkenhielm, född Lewenhaupt 1 juli 1841 i Malmö, Malmöhus län, död 12 mars 1930 i Helsingborgs Maria församling, Malmöhus län, var en svensk grevinna och hovfunktionär.

## Biografi
Hedvig Bråkenhielm föddes 1841 i Malmö. Hon var dotter till majoren greve Gustaf Adolf Lewenhaupt och Maria von Geijer. Bråkenhielm blev 31 oktober 1863 hovfröken hos drottning Lovisa och 28 januari 1872 statsfru i de Kungliga hovstaterna. Hon blev tjänstefri 1872. Bråkenhielm avled 1930.

### Familj
Hedvig Bråkenhielm gifte sig 1 mars 1869 i Helsingborg med generallöjtnanten Gustaf Bråkenhielm (1837–1922). De fick tillsammans dottern Louise Bråkenhielm (född 1869) som var gift med kabinettskammarherren Berndt Hay.